# Novodomszky Éva
Novodomszky Éva (Szarvas, 1974. január 19. –) magyar műsorvezető.

## Életpályája
Novodomszky Éva 1974. január 19-én született. Édesapja mélyépítő technikus, édesanyja fogtechnikus.
A szentesi Horváth Mihály Gimnáziumban érettségizett, majd a Kecskeméti Tanítóképző Főiskolán diplomázott. A Komlósi Oktatási Stúdió újságíró iskola elvégzése után a Magyar Televízió ifjúsági híradójának riportere, majd műsorvezetője volt. Később a Parlamenti Naplóban, az EuroPercekben, a Szabadság térben és a Híradóban szerepelt. 2000 tavaszától a Híradó műsorvezetője. 

## Műsorai
- 6 órai tea, 2009 (M1)
- Aranyág – műsorvezető (M1)
- Balatoni nyár (M1, Duna World)
- Család-barát (Duna, Duna World, korábban: M1)
- Főtér – műsorvezető (M1)
- Függetlenül!, 2018 – műsorvezető (M5)
- Herce-Hurca – közreműködő
- Jónak lenni jó! – műsorvezető (Közmédia csatornái)
- Miss World Hungary 2007-es döntője – műsorvezető Abaházi Csabával
- Almárium (2022-)

### Eurovíziós Dalfesztiválok
- A Dal 2013 – nemzeti válogató a 2013-as Eurovíziós Dalfesztiválra – műsorvezető Gundel Takács Gáborral és Buda Marcival (M1, Duna World)
- A Dal 2014 – nemzeti válogató a 2014-es Eurovíziós Dalfesztiválra – műsorvezető Gundel Takács Gáborral, Harsányi Leventével és Rátonyi Krisztinával (M1, Duna World)
- Elővízió – Az Eurovíziós Dalfesztivál felvezető műsorának műsorvezetője (2011, 2012, 2013, 2014) (M1)
- Magyarországi Eurovíziós Dalfesztivál – nemzeti válogató a 2008-as Eurovíziós Dalfesztiválra – műsorvezető Harsányi Leventével (M1)
- Magyarország pontbejelentője az Eurovíziós Dalfesztiválokon (2007, 2008, 2009, 2011, 2012, 2013, 2014) (M1)

## Magánélete
2004-ben kötött házasságot a szicíliai származású Salvo Sgroival, 2016 óta külön élnek. Két fiuk született, Cristiano ugyanez év októberében, Marco pedig 2010-ben.